# 도쿠타케 마사유키
도쿠타케 마사유키(일본어: 徳武 正之, 1991년 8월 18일 ~ )는 일본의 축구 선수이다. 현재 일본 풋볼 리그의 FC 마루야스 오카자키에서 뛰고 있다.

## 구단 경력
그는 2014년부터 2021년까지 J리그의 츠바이겐 가나자와, 아술 클라로 누마즈에서 활동하였다.